# Grofit
Grofit (hebrejsky גְּרוֹפִית, doslova „Výhonek olivovníku“, v oficiálním přepisu do angličtiny Gerofit) je vesnice typu kibuc v Izraeli, v Jižním distriktu, v Oblastní radě Chevel Ejlot.

## Geografie
Leží v nadmořské výšce 140 metrů v jižní části údolí vádí al-Araba, na pahorku cca 118 kilometrů od jižního břehu Mrtvého moře. Západně od obce se prudce zvedá aridní oblast pouště Negev.
Obec se nachází 170 kilometrů od břehu Středozemního moře, cca 238 kilometrů jihovýchodně od centra Tel Avivu, cca 204 kilometrů jižně od historického jádra Jeruzalému a 44 kilometrů severoseverovýchodně od města Ejlat. Grofit obývají Židé, přičemž osídlení v tomto regionu je etnicky převážně židovské. Obec je jen 2 kilometry vzdálena od mezinárodní hranice mezi Izraelem a Jordánskem.
Grofit je na dopravní síť napojen pomocí dálnice číslo 90.

## Dějiny
Grofit byl založen v roce 1963. Vznikl v listopadu 1963. Původně šlo o polovojenské sídlo typu Nachal. 24. listopadu 1966 byl proměněn na ryze civilní sídlo. Jeho obyvateli byla skupina mladých aktivistů napojených na sionistické hnutí ha-No'ar ha-Oved ve-ha-Lomed. Jméno kibucu odkazuje na název nedalekého vádí.
Místní ekonomika je založena na zemědělství (pěstování květin, zeleniny, palmové háje, produkce mléka), průmyslu (firma Psagor na produkci plastů) a službách, zejména v sektoru školství. Funguje tu plavecký bazén, mateřská škola, terapeutická koňská farma a zubní ordinace. Nachází se zde ubytování pro turisty. Dále je tu veřejná knihovna, společenské středisko a sportovní areály. Kibuc prošel privatizací a zbavil se prvků kolektivismu ve svém hospodaření.

## Demografie
Obyvatelstvo kibucu je sekulární. Podle údajů z roku 2014 tvořili naprostou většinu obyvatel v Grofit Židé (včetně statistické kategorie "ostatní", která zahrnuje nearabské obyvatele židovského původu ale bez formální příslušnosti k židovskému náboženství).
Jde o menší obec vesnického typu s dlouhodobě stagnující populací. K 31. prosinci 2014 zde žilo 271 lidí. Během roku 2014 populace klesla o 0,4 %.
| Rok            | 1972 | 1983 | 1995 | 2001 | 2003 | 2004 | 2005 | 2006 | 2007 | 2008 | 2009 | 2010 | 2011 | 2012 | 2013 | 2014 |
| -------------- | ---- | ---- | ---- | ---- | ---- | ---- | ---- | ---- | ---- | ---- | ---- | ---- | ---- | ---- | ---- | ---- |
| Počet obyvatel | 59   | 173  | 303  | 292  | 332  | 325  | 341  | 343  | 349  | 352  | 288  | 292  | 288  | 280  | 272  | 271  |